# Hamá kormányzóság

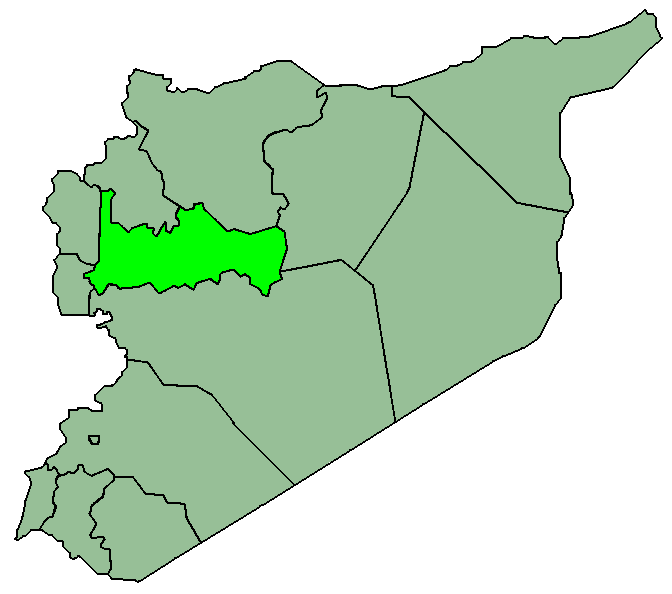
Hamá kormányzóság elhelyezkedése Szírián belül

Hamá kormányzóság (arabul محافظة حماة [Muḥāfaẓat Ḥamāt]) Szíria tizennégy kormányzóságának egyike. Az ország középső részén fekszik. Északon Idlib és Aleppó kormányzóság, keleten Rakka kormányzóság, délen Homsz kormányzóság, nyugaton pedig Tartúsz és Latakia kormányzóság határolja. Központja Hamá városa. Területe 8883 km², népessége pedig a 2004-es népszámlálás adatai szerint 1 384 953 fő.

## Közigazgatási beosztása
Idlib kormányzóság területe öt kerületre (mintaka) – Hamá, Maszjáf, Muharda, Szalamijja, Szukajlabijja – és 27 körzetre (náhija) oszlik.

## Népesség
| 2011 | 1 628 000 |

## Turisztikai látnivalói
Az orontészi vízkerekeiről (náúra), telljéről és ápolt belvárosáról ismert Hamá mellett kiemelkedő történeti emlék Apamea romterülete. A bizánci korból származik a Kaszr Ibn Vardán néven ismert palotamaradvány a keleti pusztaságban, míg az Alavita-hegység keleti lejtőin lévő Maszjáfban álló, gondosan restaurált vár a keresztes kort idézi.